# Antoni Czarkowski (dyplomata)
Antoni Hubert Czarkowski (ur. 29 listopada 1927 w Paprotni, zm. 11 września 2015 w Warszawie) – polski dyplomata i pułkownik wywiadu; ambasador PRL w Iraku (1981–1987).

## Życiorys
Syn Antoniego i Ireny. Od grudnia 1954 do maja 1955 odbył kurs przeszkolenia operacyjnego w Szkole Departamentu I Komitetu ds. Bezpieczeństwa Publicznego. Od 1950 do lutego 1990 był pracownikiem zewnętrznym Departamentu VII (wywiad zagraniczny) Ministerstwa Bezpieczeństwa Publicznego / Departamentu I (ds. wywiadu) KdsBP / Ministerstwa Spraw Wewnętrznych pod przykryciem w Ministerstwie Spraw Zagranicznych. W MSZ od 1961 naczelnik wydziału w Departamencie Organizacji Międzynarodowych, od 1966 wicedyrektor tamże. W latach 1950–1954 w Ambasadzie w Pradze, a od maja 1955 do czerwca 1961 w Delegacji przy ONZ w Nowym Jorku. W 1965 wchodził był wśród delegatów na kolejne sesje ONZ. Od 28 sierpnia 1966 do 25 września 1969 w genewskiej rezydenturze wywiadu, oficjalnie jako dyplomata Stałego Przedstawicielstwa przy Biurze NZ w Genewie. Od 16 września 1972 do 30 sierpnia 1977 pracownik operacyjny pod przykryciem w Stałym Przedstawicielstwie przy ONZ w Nowym Jorku. Ok. 1980 wicedyrektor Departamentu Międzynarodowych Organizacji ONZ. 5 listopada 1981 mianowany ambasadorem w Iraku. Na stanowisku do 1987. Do 1989 członek delegacji PRL na sesje ONZ.